# غبانة (عمامة)
عمامة الغبانة أو الإبانة هي عمامة كان يرتديها الوافدون على الحجاز، وترجع أصولها إلى الهند. ويعود استخدام الغبانة للفترة العباسية والأموية.

## التاريخ
يعود استخدام الغبانة لفترة الأمويين والعباسيين. كما قامت الدولة العثمانية بتبني الغبانة، بعد حكمها للحجاز. وقد أشار المؤرخ والرحالة؛ محمد لبيب البتنوني للغبانة بقوله: «مجموعة مختلطة من أزياء البلاد الإسلامية: عمامة هندية وقفطان مصري.».

## الأنواع

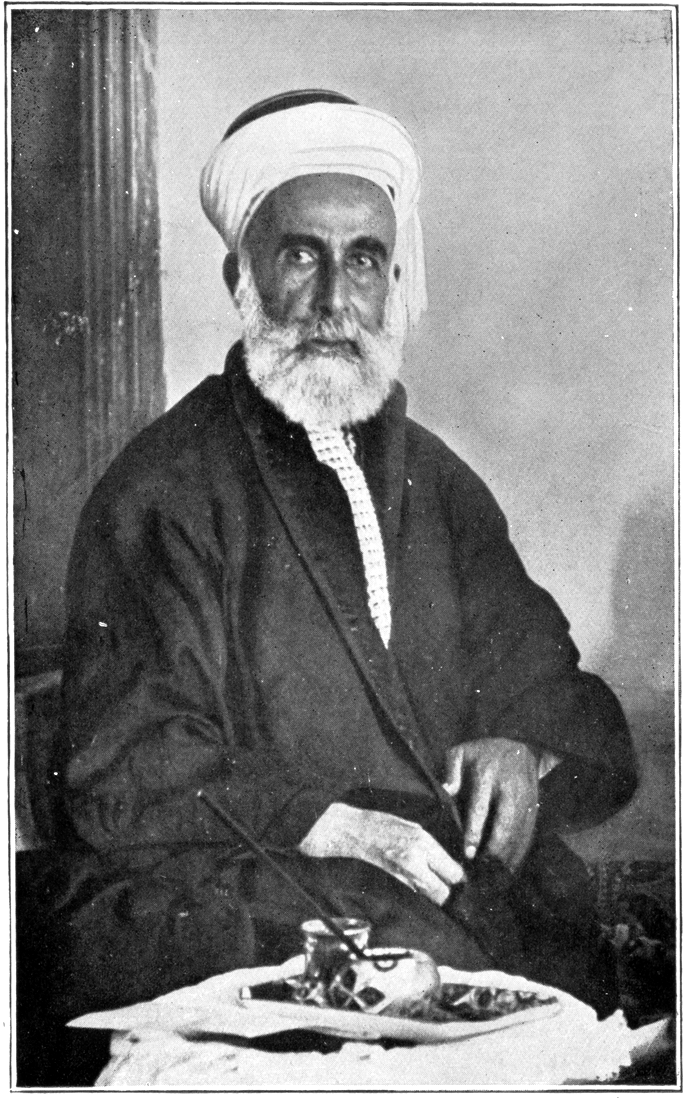
الحسين بن علي الهاشمي يرتدي الإبانة

تعد الإبانة أو الغبانة الزي التراثي للعائلات الوافدة العثمانية ويعتبر مرتديها من الطبقة المرموقة والوسطى، باستثناء العلماء فقد كانت لهم عمائم تميزهم يغلب عليها اللون الأبيض وتسمى: «الغبانة السادة». وهناك عدة أنواع للإبانة ولعل أشهرها الإبانة الصفراء الحلبي المعروفة بأم لوزة (بحكم وجود نقش على شكل لوزة في أطرافها), وتلف الإبانة على الكفية البلدي وهي طاقية مجوفة تشبه القبة إلى حد ما.